# Thirty Years of Adonis
Treinta años de Adonis (chino: 三十儿立), es una película de 2017 del cineasta de Hong Kong Scud, cuyo nombre de producción aparece acreditado como Danny Cheng Wan-Cheung. Es la historia de un joven que es actor de la Ópera de Pekín. Decide dedicarse a la actuación y pronto se convierte en trabajador sexual comercial para hombres y mujeres. La película explora varios temas tradicionalmente considerados "tabú" en la sociedad de Hong Kong y presenta desnudez frontal masculina en varias escenas. Es la séptima película estrenada públicamente por Scud. Las otras seis películas son: City Without Baseball en 2008, Permanent Residence en 2009, Amphetamine en 2010, Love Actually... Sucks! en 2011, Voyage en 2013 y Utopians en 2015. La película presenta imágenes de Utopians. La octava película, Apostles, se realizó en 2022, al igual que la novena, Bodyshop, pero ninguna de las dos se ha estrenado aún. La décima y última película, Naked Nations: Hong Kong Tribe, se encuentra actualmente en producción.

## Trama
Treinta años de Adonis explora la filosofía de la vida y la muerte, las creencias religiosas y el karma a través de una historia cargada de erotismo. Yang Ke es un hombre de 30 años que sueña con convertirse en un famoso actor de la Ópera de Pekín. Es un hombre atractivo que puede encantar sin esfuerzo tanto a hombres como a mujeres. Sin embargo, su destino lo lleva al inframundo y se une a una sociedad de culto de trabajadores sexuales masculinos. A pesar de su fe y su voluntad de dar, sigue siendo prisionero de su karma. El infierno aguarda cuando el cielo parece cerca, y la verdad última se revela en un momento desgarrador del que no hay retorno.

## Elenco
- Adonis He Fei como Yang Ke
- Susan Shaw
- Nora Miao
- Amanda Lee
- Bank Chuang
- Eric East
- Katashi
- Cici Lee
- Justin Lim
- Alan Tang
- Ting Yu Sheng

## Producción
Aunque algunas de las escenas fueron filmadas inequívocamente en casinos de Macao, las calles de Hong Kong y templos de Tailandia, Thirty Years of Adonis supuestamente difumina las fronteras geográficas al retratar personajes que hablan diferentes idiomas y practican diferentes culturas. Además, los antecedentes del protagonista Ke —nacido en Shandong y trabajador de una compañía de ópera de Pekín— confieren aún más una sensación de universalidad a los problemas sociales que aborda la película.

## Idiomas
En la película se hablan cuatro idiomas: hokkien, mandarín, cantonés e inglés.